# Hypoestes aristata
Hypoestes aristata es una especie de planta herbácea perteneciente a la familia de las acantáceas. Es originaria de África.

## Descripción
Es una planta herbácea erecta que alcanza  1 m de altura, se encuentra en la selva desde el nivel del mar hasta las elevaciones montañosas en el norte y sur de Nigeria, Camerún y Fernando Po.

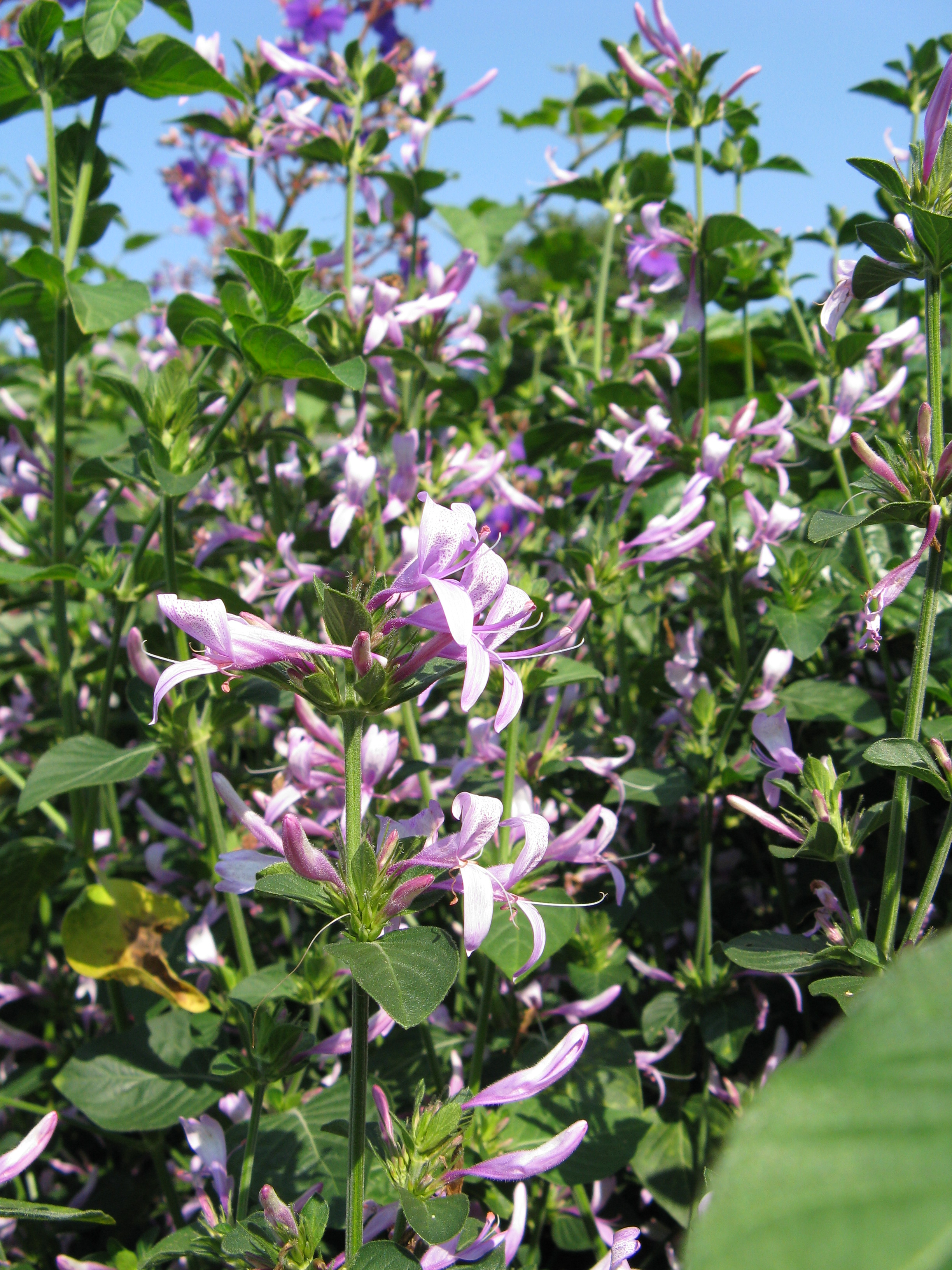
Planta florida

## Propiedades
En Tanganica una decocción de las hojas y de la raíz se toman junto con las hojas de Ampelopteris prolifera  (Retz). Copel. (Thelypteridaceae) para combatir la meningitis y la encefalitis.

## Taxonomía
Hypoestes aristata fue descrita por (Vahl) Sol. ex Roem. & Schult. y publicado en Systema Vegetabilium 1: 140. 1817.
Sinonimia
- Hypoestes antennifera S.Moore
- Hypoestes aristata var. barteri (T.Anderson) Benoist
- Hypoestes aristata var. insularis (T. Anderson) Benoist
- Hypoestes aristata var. kikuyensis R. Benoist
- Hypoestes aristata var. letestui R. Benoist
- Hypoestes aristata var. macrophylla Nees
- Hypoestes aristata var. staudtii (Lindau) Benoist
- Hypoestes barteri T. Anderson
- Hypoestes insularis T. Anderson
- Hypoestes staudtii Lindau
- Justicia aristata Vahl[3]